# Glasgow Hawks Rugby Football Club
Il Glasgow Hawks Rugby Football Club è una squadra scozzese di rugby a 15 che gioca a Glasgow e disputa la Premiership Division One. I Glasgow Hawks nascono nel 1997 dalla fusione delle prime squadre dei Glasgow Academicals (nata nel 1866, rifondata con la squadra giovanile e tuttora attiva) e il più recente Glasgow High Kelvinside (nata nel 1982).

## Palmarès
- Campionati scozzesi: 3
2003-04, 2004-05, 2005-06
- Coppe di Scozia: 3
1997-98, 2003-04, 2006-07